# Liviu Dănceanu
Liviu Dănceanu (n. 19 iulie 1954, Roman – d. 26 octombrie 2017, București) a fost un compozitor, dirijor, publicist și profesor român. Este fondatorul și conducătorul artistic al Atelierului de muzică contemporană „Archaeus”, cu care a abordat lucrări ale unor creatori contemporani (români sau de alte naționalități), la care se adaugă repertoriul propriu. Dănceanu a predat cursuri de istoria muzicii, estetică, stilistica barocului ș.a. în cadrul Universității Naționale de Muzică din București (începând cu 1990).

## Studii. Debutul
A urmat Conservatorul din București. Studiază compoziția cu Ștefan Niculescu, muzician care va avea o influență însemnată asupra lui Dănceanu.
Debutează în calitate de compozitor în 1978, la Conservatorul bucureștean.

## Viața personală
Liviu Dănceanu a fost căsătorit din 1976 cu pianista Rodica Dănceanu.

## Lucrări muzicale
Liviu Dănceanu este autorul a peste o sută de opusuri, publicate începând cu anii optzeci.
- Les héros, op. 1 (1978)[2]
- La rocade de Janus, op. 2 (1978)[2]
- Allegorie, op. 3 (1979)[2]
- Sonata (pentru fagot), op. 4 (1980)[2]
- Angulus Ridet (poem pentru orchestră cu text), op. 7 (1981, publicată în 1981)[2]
- À cache-cache (pentru clarinet și pian), op. 8, nr. 1[4]
- Ossia, op. 9 (1982)[2]
- To Peace/Vers la paix (pentru voce feminină și pian), op. 10 (1982)[2]
- Quasifuga (pentru chitară), op. 11 (1983, publicată în 1997)[2]
- Quasiconcerto (pentru clarinet ori saxofon în si{\displaystyle \flat } și ansamblu), op. 12 (1983)
- Quasisimfonia (sau Simfonia I), op. 13 (1983/4, publicată în 1987[2])
- Quasiricerare (pentru 1-5 voci instrumentale și percuție), op. 14 (1984)
- Trois chansons infantiles, op. 15 (1984)[2]
- Florilegiu (pentru violă, clarinet și sintetizator), op. 16 (1985[2])[4]
- Protocantus, op. 18 (1985)[2]
- Glass Music, op. 20 (1985)[2]
- Quasitoccata, op. 21 (1985)[2]
- Rime pentru Archaeus, op. 22
- Entrata (pentru clarinet), op. 23[4]
- Aria 2 (pentru fagot), op. 26
- Aria 3 (pentru pian), op. 28[4]
- Aria 6 (pentru chitară), op. 34 (1986)
- Aria 8 (pentru clarinet), op. 37[4]
- Quasiopera (pentru opt interpreți), op. 38 (1986) – muzică de teatru în două acte[1]
- Cântecul lemnului, op. 40, nr. 1 și Cântecul metalului, op.40, nr. 2 (1987) – muzică de film[1]
- The Great Union, op. 42, no. 2 (1988[2])
- Thochos, op. 46 (1989)[2]
- Efectul Doppler (pentru două flaute și pian), op. 47[5]
- Concert pentru fagot și orchestră, op. 49 (1989)[2]
- Palimpseste 1 (pentru ansamblu instrumental), op. 51 (1990)[2]
- Concerto Sintoboe, op. 52 (1991)
- Quasisonata (pentru două viori și doi recitatori), op. 53 (1979-1989)
- Palimpseste de Courtenon (pentru cvartet de saxofoane), op. 54 (1990)
- Palimpseste 2 (pentru ansamblu vocal-instrumental), op. 55 (1991)
- Șapte zile. Concert pentru Barrie (trombon, orchestră și sintetizator Korg Wavestation), op. 56 (1991)[6]
- Syntiphonia (pentru sintetizator Korg Wavestation), op. 57[4]
- Simfonia a II-a (pentru instrument solist, cor și orchestră), op. 59 (1992, publicată în 1994)[2]
- Opus 61, op. 61 (1993)[2]
- Feast Music (pentru clarinet și violă), op. 62[4]
- Aliquote (pentru ansamblu de cameră), op. 63 (1994, publicată în 1994)[2]
- Andamento (pentru clarinet, vioară și percuție), op. 64 (1994)[2]
- Game, op. 65 (1994)[7]
- Chinonic (pentru orchestră), op. 67 (1995)[8][9]
- Parallel Musics no.1 (pentru violoncel și mașină de scris), op. 68 (1995)[2]
- History 2 (pentru ansamblu), op. 75 (1998[2])
- Tachycardie (pentru ansamblu), op. 81
- Beverdillini (pentru flaut, oboi, clarinet și fagot), op. 84 – omagiu pentru Verdi și Bellini[10]
- Tachycardia Again (pentru clarinet), op. 93[4]
- 5 of Millenium (pentru orchestră), op. 98 (2003); pr. Filarmonica de Stat Moldova (Iași), noiembrie 2007
- Exerciții de admirație (pentru ansamblu), op. 101 (2003-4) – dedicat ansamblului „Archaeus”
  - nr. 13 – pentru clarinet și pian[4]
- Verba volant (pentru patru violoncele), op. 105
- Koan (pentru clarinet, violă și pian), op. 111[4]
- Cette lancinante douleur de la liberté (pentru clarinet și pian), op. 113[4]
- piesă de teatru-balet Eva (premieră absolută 2013) [11]

În cazul următoarelor lucrări, anul publicării și opusul nu sunt cunoscute. Ca urmare, criteriul de ordonare va fi cel alfabetic.
- History (rapsodie pentru orchestră)
- Luxuria (pentru vibrafon și ansamblu de percuții)
- Memorialis
- Panta rei[12]
- Parafrasi 1
- Sega Nomia
- Quasipreludiu (pentru chitară) – publicat în 1998[2]
- Quasipostludiu (pentru chitară) – publicat în 1998[2]

## Discografie
- Omaggio a Verdi e Bellini (2001), TauKay Edizioni Musicali
New Counterpoint, dirijor: Mario Ancillotti
Discul a fost editat cu ocazia comemorării a o sută de ani de la moartea lui Giuseppe Verdi (1813-1901) și a două sute, de la nașterea lui Vincenzo Bellini (1801-1835). Muzica unor compozitori italieni moderni, între care Aldo Clementi, Maurizio Ferrari, Ennio Morricone, a fost înregistrată special pentru acest eveniment; lor li s-a adăugat lucrarea compusă anume de Liviu Dănceanu, Beverdillini (titlu telescopat, format prin intercalarea numelor celor doi compozitori) pentru suflători de lemn.[10]
- New Recordings European Music, vol. 6. (2006), TNC Recordings
Cleveland Chamber Symphony, dirijor: Edwin London
Discul conține lucrări de Liviu Dănceanu, Olivier Messiaen, György Ligeti și Dmitri Șostacovici. Pentru interpretarea lucrării Oiseaux exotiques de Olivier Messiaen, discul a fost premiat cu distincția Best Instrumental Soloist(s) Performance (with Orchestra), în cadrul Premiilor Grammy 2007 (categoria Classical).[13]

## Publicații

### Cărți
- Anotimpurile muzicii (o istorie eliptică și didactică a muzicii savante), ISBN 973-7903-37-9.
Momentan, a fost editat doar un volum (vol. I, „Primăvara”) în 2005, la Editura Corgal Press, Bacău. ISBN 973-7922-38-7
- Contribuții la epistemologia muzicii (2001, teză de doctorat). Editura Universității Naționale de Muzică, București
- Cartea cu dansuri. Editura Muzicală, București
- Cartea cu instrumente (2003). Editura Fundației „România de Mâine”, București.

### Eseuri și articole
- Eseuri implozive (1997). Editura Muzicală, București
- Eseuri implozive α (1998). Editura Muzicală, București
- Eseuri implozive β (2001). Editura Corgal Press, Bacău
- Introducere în epistemologia muzicii (2003). Editura Muzicală, București